# Nachal Šechanja
Nachal Šechanja (hebrejsky נחל שכניה‎) je vádí v Dolní Galileji, v severním Izraeli.
Začíná v nadmořské výšce necelých 400 metrů na jihozápadních úbočích hory Har Šechanja, na jejímž vrcholku stojí vesnice Šechanja a Koranit. Směřuje potom mírně se prohlubujícím, zalesněným údolím k jihozápadu. Ze západu míjí vesnice Morešet, z východu Micpe Aviv. U ní pak, na severovýchodním okraji města I'billin, ústí zprava do vádí Nachal Evlajim.